# Bainbridge Colby
Bainbridge Colby (San Luis, 22 de diciembre de 1869-Bemus Point, 11 de abril de 1950) fue un abogado y político progresista estadounidense.
Fue cofundador del Partido Progresista de los Estados Unidos y el último secretario de Estado de Woodrow Wilson, ocupando el cargo entre 1920 y 1921. Fue republicano hasta que ayudó a fundar el Partido Progresista en 1912; se postuló para múltiples cargo como miembro de ese partido, pero siempre perdió.

## Biografía

### Educación
Se graduó en el Williams College (donde fue admitido en la sociedad Phi Beta Kappa), luego asistió a la Escuela de Derecho de la Universidad de Columbia y la Escuela de Derecho de Nueva York (1892). Fue admitido en el colegio de abogados de Nueva York y fue miembro de la Asamblea Estatal de Nueva York entre 1901 y 1902. El 19 de junio de 1933 recibió un doctorado honorario en Derecho en el Colby College.

### Carrera
En las elecciones estatales de Nueva York de 1914, se postuló con el partido progresista para el cargo de senador, pero fue derrotado por el republicano James W. Wadsworth, Jr. En las elecciones estatales de 1916, compitió nuevamente, pero fue derrotado por el republicano William M. Calder.
Durante la Primera Guerra Mundial, fue miembro de la junta mercante de los Estados Unidos.
Fue asistente especial del fiscal general de los Estados Unidos en una acción antimonopolio en 1917, y representó a los Estados Unidos en la Conferencia Interaliada en París el mismo año.

#### Secretario de Estado
En febrero de 1920 fue nombrado secretario de Estado por el presidente Wilson, para suceder a Robert Lansing. El nombramiento de Wilson de Colby fue «extraño», según el historiador John Milton Cooper, ya que Colby no tenía experiencia ni habilidades diplomáticas. Las respuestas editoriales de los principales periódicos variaron «desde el desconcierto hasta la indignación». Colby fue elegido porque era totalmente leal a Wilson.
El 26 de agosto, ocho días después de la ratificación de la Decimonovena Enmienda a la Constitución de los Estados Unidos, Colby emitió la proclamación oficial de que el sufragio femenino se había convertido en parte de la Constitución.  En diciembre de 1920, se embarcó en el acorazado Florida para un viaje oficial a Sudamérica. Su viaje de buena voluntad preparó el escenario para la transición a una política de «buen vecino».
Apoyó a la Liga de las Naciones y estableció un precedente para no reconocer a la Rusia comunista.